# Jan Filip Carosi
Jan Filip Carosi, wł. Giovanni Filippo Carosi, (ur. 18 maja 1744 w Rzymie, zm. 2 lutego 1799 w Woli Wodyńskiej), polski geolog i górnik pochodzenia włoskiego.

## Życiorys
Włoch z pochodzenia, studiował w Lipsku, zaproszony został do Polski przez króla Stanisława Augusta Poniatowskiego. W roku 1787 otrzymał polski indygenat.
Był członkiem Królewsko-Pruskiego Towarzystwa Miłośników Przyrody w Berlinie (od roku 1775) i członkiem korespondentem Akademii Nauk w Petersburgu (od roku 1786).
Badaniami na terenie Rzeczypospolitej zajmował się już w roku 1774 - badał rudy żelaza w rejonie Gielniowa.
Opublikował 3 prace (w języku francuskim i niemieckim) z zakresu mineralogii i geologii Polski. Najważniejsze dzieło nosi tytuł: „Reisen durch verschiedene polnische Provinzen, mineralogischen und anderen Inhalts” (pol. Podróże po różnych prowincjach Polski, obserwacje mineralogiczne i inne). Zostało ono wydane w dwóch tomach w latach 1781 i 1784 w Lipsku. W pracy tej, mającej formę listów z podróży, znajdują się niezwykle interesujące opisy geologiczne (także krajoznawcze) terenów, kopalń i miejscowości głównie w regionie świętokrzyskim, m.in. Chęcin, Szydłowca, Kielc, Miedzianki, Miedzianej Góry, Końskich, Buska; jako pierwszy podał opis wód mineralnych w Busku-Zdroju. Obszerne fragmenty w tłumaczeniu polskim ukazały się także w „Magazynie Warszawskim Pięknych Nauk, Kunsztów i Różnych Wiadomości” i „Pamiętniku Historyczno-Politycznym” w latach 1784-1785.
Carosi był pierwszym profesjonalnym geologiem, badaczem regionu świętokrzyskiego. Do dziś cytuje się jego badania i sięga do opisów nieistniejących już odsłonięć geologicznych i kopalń jego dzieła. Carosi kierował także poszukiwaniami złóż soli w Krzesławicach i kopalnią węgla kamiennego w Szczakowej .
Do Polski przybył około roku 1772. Wykorzystując jego umiejętności geologiczne skierowano go do wojska litewskiego. Służbę swą zakończył w stopniu kapitana i pod koniec lat 80. XVIII wieku zakupił dobra w Sosnowem (pow. siedlecki) nad Kostrzyniem, tuż obok włości innych wysokich urzędników (między innymi Stanisława A. Poniatowskiego). Carosi po 1790 roku ożenił się z Ludwiką z Gruszczyńskich i miał z nią czworo dzieci: synów – Bogusława i Jana oraz córki: Ludmiłę i Marię.
Jan Filip Carosi zmarł 3 lutego 1799 roku w domu swego znajomego Jana Ferdynanda Naxa w Woli Wodyńskiej. Pochowany został w Wodyniach . Majątek pod Siedlcami odziedziczył jego najstarszy syn – Bogusław. W 1808 r. wdowa po Carosim wyszła powtórnie za mąż za Stanisława Bujnę. Oryginalny nagrobek J. F. Carosiego uległ zniszczeniu na początku lat 80. XX w., a obecny, odbudowany przez mieszkańców Wodyń, nie posiada już słynnego zawołania do odwiedzających tę nekropolię, by na chwilę przystanęli, bo depczą prochy człowieka niezwykłego.
Portret Jana Filipa Carossiego znajduje się w Muzeum Diecezjalnym w Siedlcach .

## Wybrane dzieła
- Reisen durch verschiedene polnische Provinzen, mineralogischen und anderen Inhalts – Lipsk, 1781–1784
- Beyträge zur Naturgeschichte der Niederlausitz insbesondere aber des Mineralreichs derselben: mit Kupfern.